# Botolinggo (plaats)
Botolinggo is een bestuurslaag in het regentschap Bondowoso van de provincie Oost-Java, Indonesië. Botolinggo telt 5690 inwoners (volkstelling 2010).